# 1799 год в науке
В 1799 году были различные научные и технологические события, некоторые из которых представлены ниже.

## События
- 15 июля — В египетском порту Розетта французский капитан Пьер Бушар обнаружил Розеттский камень, позволивший впоследствии Шампольону расшифровать египетские иероглифы.
- Основан Королевский институт Великобритании (англ. Royal Institution of Great Britain).
- Началась экспедиция Гумбольдта в Америку. За 5 лет она посетила Венесуэлу, Новую Гранаду (Колумбию), Гвиану, Кубу, Перу, Мексику и США.

## Изобретения
- Никола Луи Робер (Франция) получил патент на первую бумагоделательную машину, механизировав отлив бумаги путём применения бесконечно движущейся сетки.

## Родились
- 18 октября — Кристиан Фридрих Шенбейн, немецкий химик.
- 20 ноября — Павел Николаевич Кильдюшевский, русский врач, доктор медицины, действительный статский советник, почётный гоф-хирург, главный доктор  московского странноприимного дома графов Шереметевых (Шереметевской больницы).
- Алексей Семёнович Акимов — русский кораблестроитель, построивший около 40 судов различного ранга и класса для Российского императорского флота.

## Скончались
- 22 января — Орас Бенедикт де Соссюр, швейцарский естествоиспытатель (род. 1740).
- 17 июля — Уильям Кёртис, английский ботаник (род. 1746).
- 18 декабря — Жан Этьен Монтукля, французский математик (род. 1725).